# Pseudocerastes
Pseudocerastes är ett släkte av ormar som ingår i familjen huggormar.
Arterna är medelstora ormar med en längd mellan 0,75 och 1,0 meter. De förekommer i Mellanöstern i sandiga eller klippiga öknar. Släktets medlemmar jagar ödlor och mindre däggdjur. Honor föder antagligen levande ungar (ovovivipari).
Arter enligt Catalogue of Life:
- Pseudocerastes fieldi
- Pseudocerastes persicus

The Reptile Databas listar ytterligare en art:
- Pseudocerastes urarachnoides